# Mokaha
Mokaha is een bestuurslaag in het regentschap Tegal van de provincie Midden-Java, Indonesië. Mokaha telt 2592 inwoners (volkstelling 2010).